# Labanda
Labanda is een geslacht van vlinders van de familie visstaartjes (Nolidae), uit de onderfamilie Chloephorinae.

## Soorten
- L. achine Felder, 1874
- L. affinis Hulstaert, 1924
- L. bryochlora Hampson, 1902
- L. ceylusalis Walker, 1859
- L. chloromela Walker, 1858
- L. dentilinea Walker, 1863
- L. fasciata Walker, 1865
- L. herbealis Walker, 1859
- L. huntei Warren, 1903
- L. keyalis Gaede, 1937
- L. nebulosa Candèze, 1927
- L. saturalis Walker, 1865
- L. semipars Walker, 1858
- L. submuscosa Walker, 1865
- L. umbrosa Hampson, 1912
- L. viridalis Swinhoe, 1905